# 7865 Françoisgros
7865 Françoisgros è un asteroide della fascia principale. Scoperto nel 1982, presenta un'orbita caratterizzata da un semiasse maggiore pari a 2,2620545 UA e da un'eccentricità di 0,1511226, inclinata di 1,73797° rispetto all'eclittica.
L'asteroide è dedicato al biologo francese François Gros, segretario emerito dell'Accademia francese delle scienze e professore onorario al Collège de France e all'Istituto Pasteur.